# Tower Building
 (mars 2025).
Le Tower Building était un immeuble du fincancial district de Manhattan, à New York, situé au 50 Broadway sur une parcelle qui s'étendait à l'est jusqu'à New Street,. Il s'agissait probablement du premier gratte-ciel de la ville et du premier bâtiment de New York doté d'une ossature en acier.

## Histoire

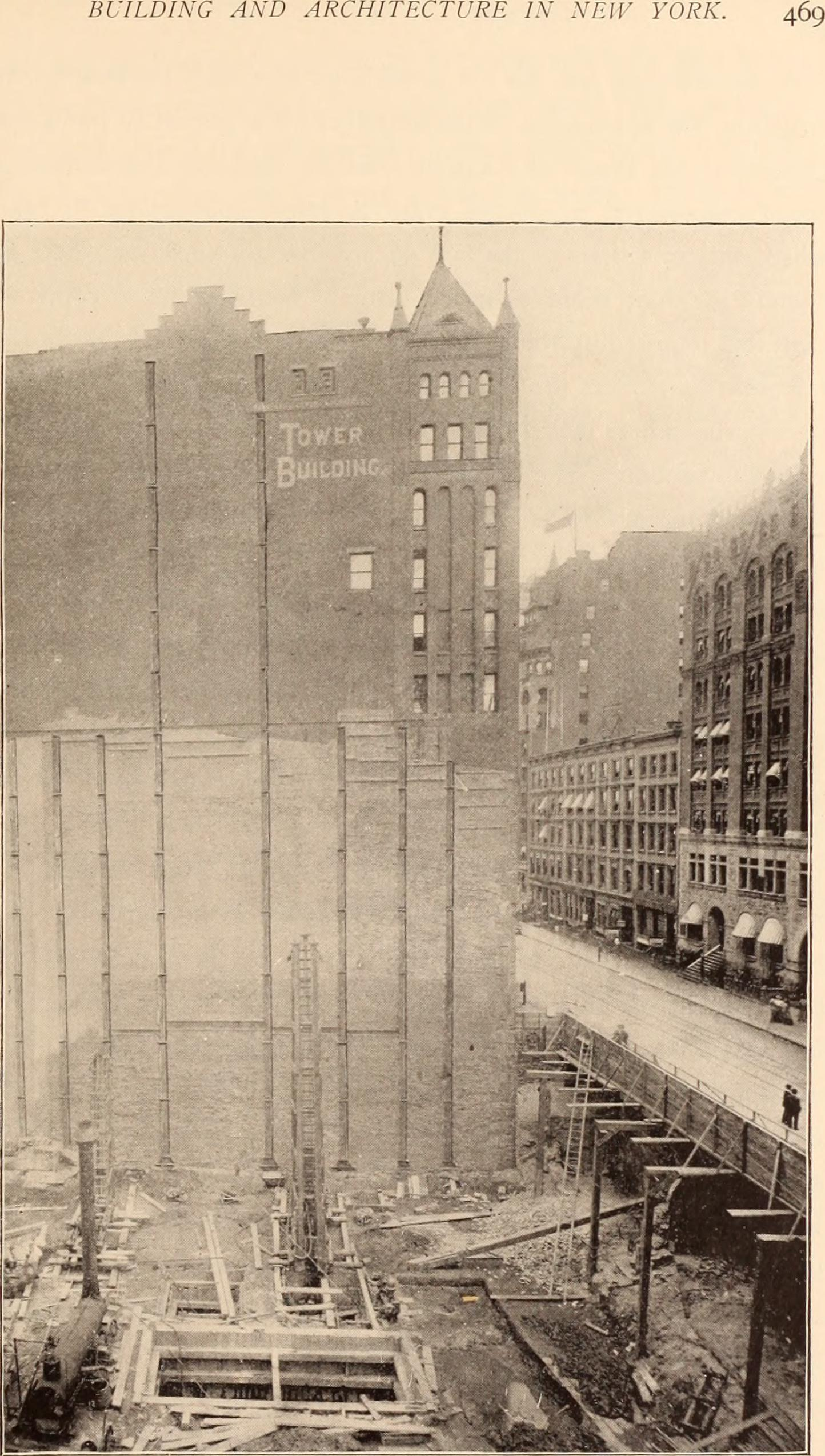
Peu de temps après l'achèvement des travaux.

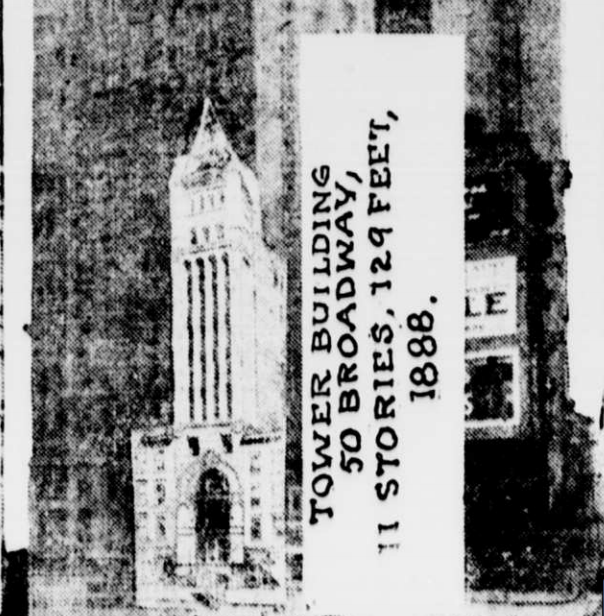
Peu avant la démolition.

L'architecte Bradford Gilbert en dépose les plans le 17 avril 1888, l'édifice est achevé le 27 septembre 1889. Sa démolition débutera en 1913,.
Le bâtiment faisait 33 m de profondeur, mais seulement 6,6 m de large et cela nécessitait d'innover techniquement. Le Home Insurance Building de Chicago (achevé en 1884) était le premier à inclure de l'acier dans son bâti mais ses éléments de maçonnerie ne reposaient pas complètement sur la charpente d'acier,. Sur ce terrain étroit, une conception conventionnelle avec des murs porteurs en maçonnerie aurait laissé peu de place au rez-de-chaussée. Aussi, l'architecte Gilbert fit la proposition suivante : « Pourquoi ne pas faire s'élever mes fondations très haut dans les airs et commencer ensuite mon bâtiment ? ». Gilbert s'est inspiré d'un pont ferroviaire : des colonnes en fonte espacées d'environ 6 mètres formaient le squelette, et les murs de chaque étage étaient maintenus par une « chaussure », évitant de transmettre la charge au mur de l'étage inférieur. La structure mesurait 48 mètres de haut et comprenait 11 étages. Gilbert réalise des maquettes pour obtenir son permis de construire. Dans la foulée s'élèvent d'autres bâtiments à ossature d'acier, encore plus hauts, notamment le Columbia Building en 1890.
Le Tower Building est vendu par John N. Stearns en 1905, avec deux bâtiments adjacents, pour un prix estimé à environ 1,5 million de dollars. En 1909, la Morris Building Company, une société holding de la Standard Oil Company, le rachète lors d'une saisie pour 1,68 million de dollars. N'étant plus rentable en 1913 en raison du manque de locataires, il est vidé de ses occupants en décembre de la même année et la démolition commence pour s'achever en 1914 ; à ce moment, le plus haut bâtiment de New York, le Woolworth Building, mesurait 241 mètres.